# Metoda kreacji zbiorowej
Metoda kreacji zbiorowej (ang. collective creation) – sposób przygotowywania spektaklu teatralnego, polegający na zespołowym tworzeniu przedstawienia przez artystów biorących w nim udział. Metoda bywa opisywana jako „współpisanie na scenie”, upowszechniła się w teatrze drugiej połowy XX wieku, lecz technik analogicznych do niej można szukać we wszystkich improwizowanych widowiskach, a nawet komedii dell’arte, gdzie schematyczny scenariusz zyskiwał ostateczny kształt dopiero na scenie. Kreacje zbiorowe nie mają konkretnego reżysera, jego rola rozkłada się pomiędzy członków zespołu, koordynujących działanie grupy. Nie korzysta się z przygotowanego uprzednio literackiego tekstu, kreacje polegają na rozwijaniu pewnej myśli, obrazu, czyli tzw. sceny wyjściowej, która ulega całej serii przekształceń pod wpływem inwencji poszczególnych artystów, niekiedy także okoliczności wystawiania.
Metoda zyskała popularność w teatrze alternatywnym lat 60. i 70. XX wieku. Stosowana była w spektaklach Théâtre du Soleil Rok 1789 (1970) oraz Rok 1793 (1972), opartych na wydarzeniach francuskiej rewolucji. W Polsce obecna  m.in. w realizacjach Teatru Ósmego Dnia.